# Bergen Håndball
Maillots
Dernière mise à jour : 9 octobre 2022.
Le  Bergen Håndball , précédemment nommé Fyllingen Håndball, est un club de handball situé à Fyllingsdalen dans la banlieue de Bergen en Norvège.
Créé en 1946, le club a remporté le Championnat de Norvège en 2009 (no) et a ainsi évolué en Ligue des champions pendant la saison 2009-2010.

## Palmarès
- Championnat de Norvège
  - Vainqueur de la saison régulière (1) : 2009 (no).
  - Vainqueur des play-offs (1) : 2010 (no).
- Coupe de Norvège
  - Vainqueur (2) : 2013, 2014
  - Finaliste (3) : 1994, 2008, 2016

## Personnalités liées au club
Parmi les joueurs ayant évolué au club, on trouve :
- Kristian Bjørnsen : de 2009 à 2014
- Magnus Dahl : de 2008 à 2010
- Harald Reinkind : de 2005 (formé au club) à 2014
- Eivind Tangen : de 2009 à 2016